# Стерџис (Кентаки)
Стерџис (енгл. Sturgis) град је у америчкој савезној држави Кентаки.

## Демографија
По попису из 2010. године број становника је 1.898, што је 132 (-6,5%) становника мање него 2000. године.
| Група             | 2000.         | 2010.         |
| Белци             | 1.777 (87,5%) | 1.677 (88,4%) |
| Афроамериканци    | 196 (9,7%)    | 149 (7,9%)    |
| Азијати           | 3 (0,1%)      | 2 (0,1%)      |
| Хиспаноамериканци | 25 (1,2%)     | 33 (1,7%)     |
| Укупно            | 2.030         | 1.898         |